# Delta-Gnom
Delta-Gnom is een Oostenrijks historisch merk van motorfietsen.
De bedrijfsnaam was: Engler, Wolmerstorfer & Co. KG, later Ing. J. Wolmerstorfer, Wien.
Delta-Gnom begon in 1923 met de productie van 350cc-tweetaktmotoren, maar men schakelde al snel over op Britse JAP-viertaktmotoren van 350- tot 1.000 cc. Daarnaast werd een eigen, door Ing. Hans Pitzek ontworpen 498cc-kopklepper ingebouwd. In 1929 verscheen een moderne 500cc-eencilinder met zijklepmotor.
Na de Tweede Wereldoorlog was er geen markt meer voor dure viertaktmotoren en Delta-Gnom richtte zich op goedkope tweetakten met 125- en 175cc-Rotax-motoren. Na een reorganisatie in 1953 leverde men ook modellen met inbouwmotoren van ILO en HMW, maar in 1955 eindigde de productie.
Er was geen verband met Alfa-Gnom of Gnom.